# Great Divide Basin
Great Divide Basin ou ou Great Divide Closed Basin est un bassin versant endoréique situé dans le Wyoming aux États-Unis.
Il s'agit d'une zone de terre située dans le Red Desert du Wyoming où aucune eau tombant en pluie sur le sol ne s'écoule dans un océan. Il s'agit donc d'un bassin endoréique, l'un des nombreux bassins des États-Unis qui jouxtent la ligne de partage des eaux. Au sud et à l'ouest du bassin se trouve le bassin versant de la Green River, qui s'écoule vers le golfe de Californie/l'océan Pacifique ; au nord et à l'est se trouve le bassin versant de la North Platte, qui s'écoule vers le golfe du Mexique/l'océan Atlantique. Le bassin est très grossièrement rectangulaire ; l'angle nord-ouest se trouve à Oregon Buttes près de South Pass, à environ 40 miles (64 km) au sud-ouest de Lander, et l'angle sud-est dans la Sierra Madre Range près de Bridger Pass, à environ 20 miles (32 km) au sud-ouest de Rawlins,.

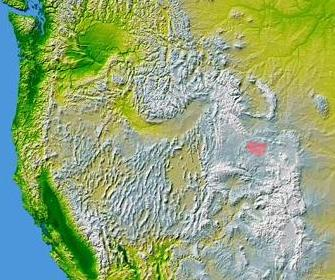
Carte de localisation du Great Divide Basin.

## Histoire
Bien que le Great Divide Basin offre un passage relativement bas et facile de la ligne de partage des eaux, son aridité et sa nature endoréique ont constitué un obstacle pour les pionniers lors de l' expansion vers l'ouest des États-Unis ; il était connu sous le nom de Saline Plain vers les années 1870. Par conséquent, l'Oregon Trail a fait un détour au nord par South Pass, et l'Overland Trail au sud par Bridger Pass. En revanche, lors de la construction de la première voie ferrée transcontinentale, l'Union Pacific traversa directement la partie sud du bassin. (La carte originale de la voie ferrée indiquait que l'un des points de cette route était Bridgers Pass , ce qui a donné lieu à l'idée fausse, encore très répandue, que la voie ferrée suivait l' Overland Trail). Les routes transcontinentales qui traversent la région, à savoir la Lincoln Highway, la U.S. 30 et l'Interstate 80, empruntent plus tard à peu près le même itinéraire à travers le bassin. Le bassin est également traversé dans le sens nord-sud par les routes U.S. 287 et Wyoming 789. Aujourd'hui encore, le bassin est peu peuplé, la seule ville constituée étant Wamsutter, avec une population de 451 habitants au recensement de 2010.
Un voyageur en direction de l'ouest sur l'Interstate 80 passe du bassin versant du golfe du Mexique au bassin de la grande ligne de partage des eaux (à environ 41,788°N 107,376°W), à peu près 7 miles à l'ouest de Rawlins. Un panneau de signalisation indique qu'il s'agit d'un passage de la ligne de partage des eaux, bien que ce soit une question d'interprétation. À environ 41,716°N 107,782°W se trouve la sortie de la Continental Divide Road, le point le plus élevé de la I-80 dans le Great Divide Basin, à une altitude de 7 130 pieds (2 170 m)[8]. [Bien que ce point ne soit plus reconnu comme un passage de la ligne de partage des eaux, il était manifestement considéré comme tel à l'époque de la Lincoln Highway et de l'U.S. 30. Un monument à la mémoire de Henry B. Joy, premier président de la Lincoln Highway Association, a été érigé juste au sud de ce point, le long de l'ancienne route. (Il a été déplacé à Sherman Summit en 2001 pour le protéger du vandalisme croissant). Plus à l'ouest, l'I-80 traverse le bassin versant du fleuve Colorado à environ 41,631°N 108,311°W. Cet endroit est désormais reconnu comme le véritable emplacement de la ligne de partage des eaux[9], bien que le panneau routier correspondant soit situé à environ 2,6 miles de là, à 41,634°N 108,261°W. (L'emplacement de la ligne de partage des eaux sur le bord ouest du bassin signifie que cette région autrement endoréique s'écoulerait vers l'est en cas de débordement). Après avoir laissé le Great Divide Basin derrière elle, la I-80 continue vers l'ouest et, à 41.275°N 110.802°W, à environ 10 miles (16 km) à l'ouest d'Evanston, pénètre dans le Grand Bassin des États-Unis, beaucoup plus vaste, et y reste jusqu'à la crête de la Sierra Nevada, à Donner Summit.

## Géologie
Grand bassin de la rivière Verte, comprenant le bassin de la Grande Ligne de partage des eaux, le bassin de la rivière Verte, le bassin de Washakie et le bassin de Sand Wash.
Le bassin de Great Divide fait partie du grand bassin de Green River, séparé du bassin de Green River par le soulèvement de Rock Springs entre la fin du Crétacé et le début de l'Éocène,,.

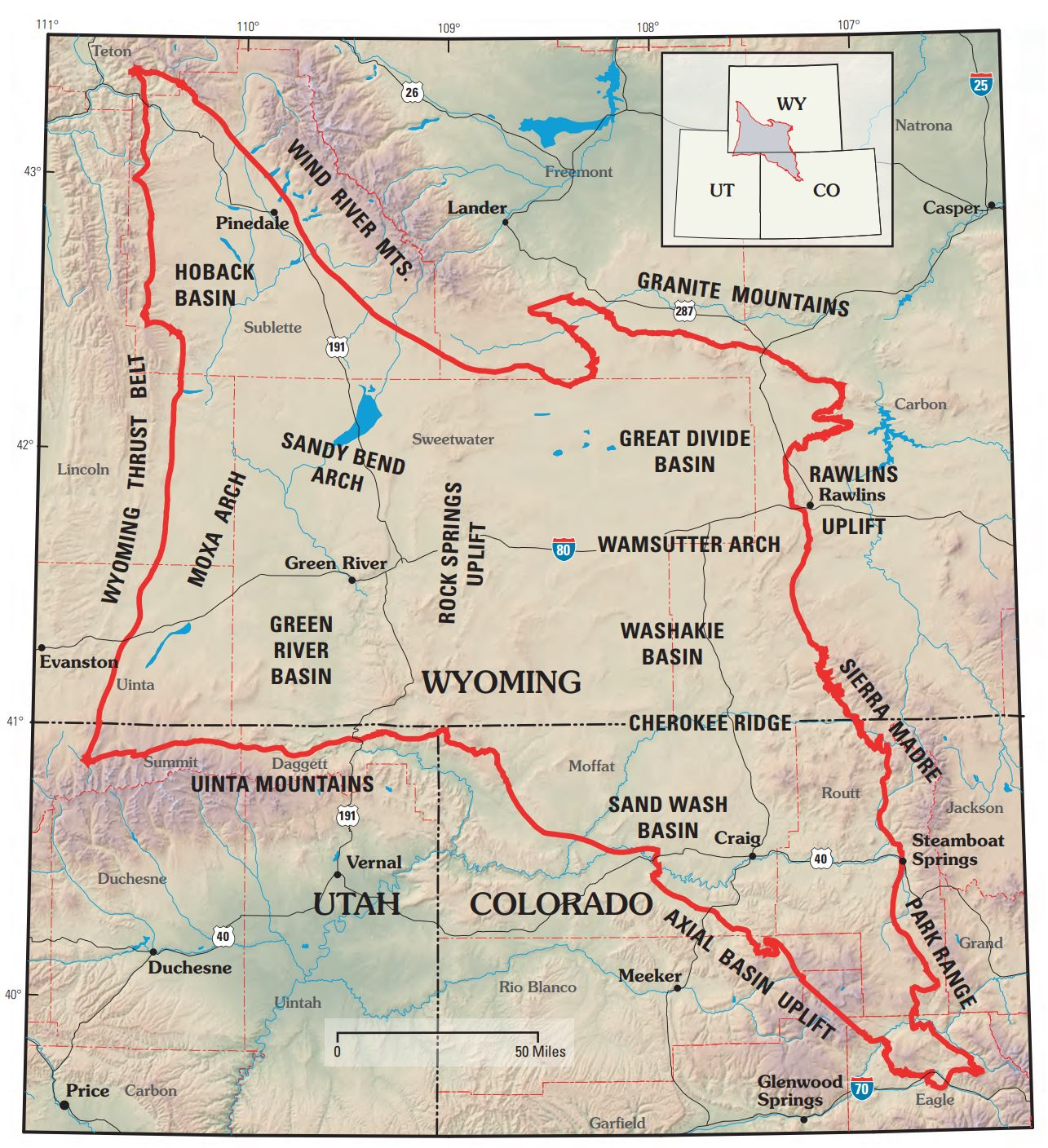
Greater Green River Basin, comprenant le Great Divide Basin, le Green River Basin, le Washakie Basin et le Sand Wash Basin.

## Géographie
Bien qu'il soit généralement considéré comme un seul bassin, le Great Divide Basin est en fait constitué de plusieurs sous-bassins contigus, notamment ceux centrés sur les lacs Circle Bar, Frewen, Lost Creek, Red et Separation. Les crêtes intérieures qui séparent ces sous-bassins ont donné lieu à des désaccords sur la trajectoire correcte de la ligne de partage des eaux qui traverse ou contourne le bassin.
Les Lucite Hills forment une partie de la limite occidentale du bassin, avec Black Rock Butte et Emmons Cone. Alkali Flat et Greasewood Flat se trouvent directement au nord-est. Des dunes de sable se trouvent dans la partie centrale ouest du bassin. Dans la partie sud du bassin occidental, Red Desert Flat et Red Desert Basin sont les principales caractéristiques. Ils se trouvent à environ 40 km au nord-ouest de la ville de Wamsutter. Dans la partie nord-est du bassin de la Grande ligne de partage des eaux se trouve Chain Lakes Flat, au sud-ouest et en aval de Bairoil et  Lamont.
Le bassin est un haut désert dominé par des dunes de sable, des falaises et des plaines alcalines. La flore et la faune comprennent de petits arbres dans certains ravins et des arbustes occasionnels, ainsi que de nombreux oiseaux, des cerfs de Virginie, des cerfs mulets, des chevaux sauvages et un troupeau de wapitis du désert. Le bassin comprend des gisements d'uranium et de puits de pétrole et de gaz naturel, et un débat a eu lieu entre ceux qui souhaitent exploiter les ressources du bassin et ceux qui souhaitent qu'au moins une partie du bassin soit classée comme « zone de nature sauvage ».

## Dans la culture populaire
L'auteur britannique Arthur Conan Doyle a décrit une version romancée du bassin de la Grande ligne de partage des eaux, que le roman nomme « la Grande plaine alcaline », dans son œuvre de Sherlock Holmes Une étude en rouge (1887).